# Chris Vrenna
Chris A. Vrenna (Erie, 23 febbraio 1967) è un musicista statunitense, famoso soprattutto per aver militato nei Nine Inch Nails dal 1989 al 1997.
Nel 2020 è stato inserito nella Rock and Roll Hall of Fame proprio in quanto ex membro dei Nine Inch Nails.

## Biografia

### Musicista
Nato in Pennsylvania, Vrenna si trasferì a Chicago negli anni ottanta. Qui iniziò ad interessarsi alla musica Industrial e per qualche tempo fece parte di alcune band locali come i Die Warzau e gli Stabbing Westward In seguito conobbe Trent Reznor, che divenne il suo migliore amico, ed insieme suonarono brevemente negli Exotic Birds. Nel 1988 Vrenna entrò a far parte della band di Reznor, i Nine Inch Nails, come batterista. Vi restò sino al 1991 quando lasciò la band unendosi temporaneamente ai Stabbing Westward. Sostituito da Jeff Ward, dopo la morte di quest'ultimo Vrenna tornò a far parte dei Nine Inch Nails restandovi sino al 1997. Come membro dei Nine Inch Nails ha vinto un Grammy Award nel 1996 nella categoria Best Metal Performance grazie alla canzone Happiness in Slavery, eseguita a Woodstock '94. In quegli anni Vrenna suonò anche in tour con in KMFDM, in occasione del Money tour, e con gli Smashing Pumpkins in occasione dei Grammy Awards del 1997. Ha anche collaborato col supergruppo industrial Pigface.
Dall'inizio 21º millennio si dedica al suo progetto solista denominato Tweaker, con cui ha pubblicato due album. Dal 2004 al 2011 è stato membro dei Marilyn Manson: all'inizio come batterista, in seguito all'infortunio di Ginger Fish, e successivamente come tastierista, dopo l'abbandono di Madonna Wayne Gacy. Mentre era libero da impegni ha suonato la batteria in tour coi Gnarls Barkley.
Il 23 novembre 2011 lasciò i Marilyn Manson, spiegando che il suo lavoro su Born Villain ormai era terminato ed ora vuole dedicarsi a nuovi progetti di produzione, scrivere colonne sonore di film e fare collaborazioni musicali.

### Produttore
Chris Vrenna è anche noto produttore, remixer, programmatore e tecnico del suono. Oltre che per le band di cui ha fatto parte e per il suo progetto solista, in tale veste ha lavorato anche per altri gruppi. Fra questi: U2, Weezer, Hole, David Bowie, Green Day, Skinny Puppy, Metallica, Rob Zombie.
Nel 1997 ha lavorato come programmatore per gli Smashing Pumpkins. Mentre era in tour con la band, Axl Rose lo invitò ad unirsi ai Guns N' Roses. Dopo un paio di settimane trascorse con la band di Rose, Vrenna decise di rifiutare.

### Altre collaborazioni
Chris Vrenna ha curato la parte musicale per alcuni videogiochi: Doom 3, Quake 4, American McGee's Alice, Enter The Matrix, Sonic e Need for Speed Most Wanted.

### Vita privata

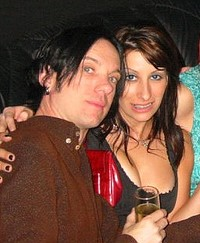
Chris Vrenna e la sua ex moglie Carrie Borzillo

Vrenna era sposato con la scrittrice Carrie Borzillo. I due hanno divorziato.

## Discografia

### Con i Tweaker
- 2001 – The Attraction to All Things Uncertain
- 2004 – 2 a.m. Wakeup Call

### Con i Nine Inch Nails
- 1989 – Pretty Hate Machine
- 1992 – Broken
- 1992 – Fixed
- 1994 – The Downward Spiral
- 1995 – Further Down the Spiral

### Con Marilyn Manson
- 1994 – Portrait of an American Family
- 1995 – Smells Like Children
- 1996 – Antichrist Superstar
- 2009 – The High End of Low
- 2012 – Born Villain

### Con gli Scar the Martyr
- 2013 – Scar the Martyr